# Flight of the Intruder (computerspel)
Flight of the Intruder is een computerspel dat werd ontwikkeld door Rowan Software en uitgegeven door Spectrum Holobyte en Mindscape. Het spel kwam in 1990 uit voor DOS. Later volgende ook releases voor de Commodore Amiga, Atari ST en NES. De speler kan MIG's, AAA's en SAM's besturen op een vliegdekschip bij Vietnam. 

## Platforms
| Jaar | Platform             |
| ---- | -------------------- |
| 1990 | DOS                  |
| 1991 | Amiga, Atari ST, NES |

## Ontvangst
| Beoordeeld door                | Platform | Datum         | Score |
| ------------------------------ | -------- | ------------- | ----- |
| The One                        | DOS      | juli 1990     | 95%   |
| Amiga Action                   | Amiga    | april 1991    | 92%   |
| Amiga Joker                    | Amiga    | mei 1991      | 91%   |
| ST Format                      | Atari ST | januari 1993  | 90%   |
| ASM (Aktueller Software Markt) | Amiga    | november 1991 | 83%   |
| Power Play                     | DOS      | augustus 1990 | 83%   |
| Info                           | Amiga    | januari 1992  | 80%   |
| Computer Gaming World (CGW)    | DOS      | juni 1991     | 70%   |
| Computer Gaming World (CGW)    | Atari ST | juni 1991     | 70%   |
| Power Play                     | DOS      | oktober 1990  | 42%   |